# K.u.k. Militärjustizwesen

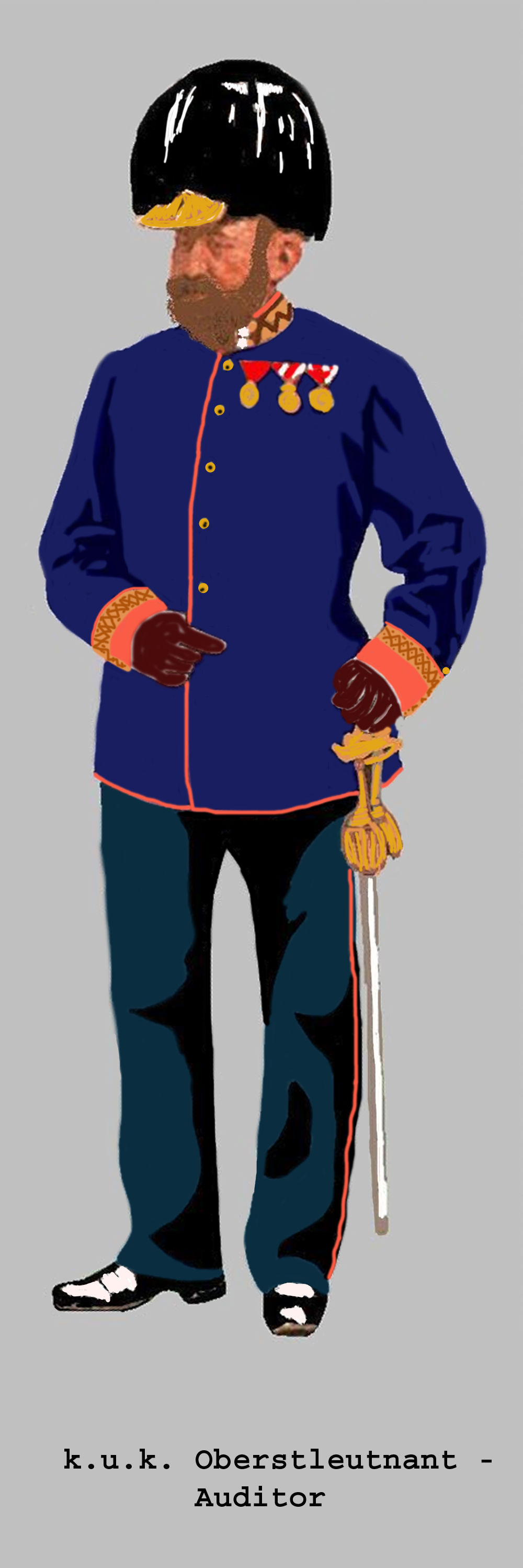
k.u.k. Oberstleutnant-Auditor

Das k.u.k Militär-Justizwesen verkörperte die Militärgerichtsbarkeit der Gemeinsamen Armee, der beiden k.k. Landwehr und der k.u. Landwehr. Die Angehörigen der Streitkräfte unterstanden auch im Frieden den Militärgerichten. Vergehen wurden hier nach den wesentlich strengeren Militärstrafgesetzen beurteilt und dementsprechend geahndet. (Für die k.u.k. Kriegsmarine galten gleiche Vorschriften und Gesetze.)
Während der Friedenszeiten gab es fünf Generalauditoren, von denen einer Vorstand der vierten Abteilung des Reichskriegsministeriums war, während drei Abteilungsvorstände- und referenten beim Obersten Militärgerichtshof, sowie einer Kanzleidirektor und Referent beim Militärobergericht war. Darüber hinaus hatte das Landwehrobergericht der Königlich Ungarischen Landwehr einen Generalauditor als Kanzleidirektor und sieben Auditoren als Referenten.

## Instanzen der Militärgerichtsbarkeit
Instanzen der Militärgerichtsbarkeit waren:
- Garnisonsgerichte / ab 1. Juli 1914: Brigadegerichte
- Militärobergericht / ab 1. Juli 1914: Divisionsgerichte
- Oberster Militärgerichtshof

Das Auditoriat war mit der Ausübung der Strafrechtspflege beauftragt. Die Auditoren hatten außerdem die Aufgabe, die militärischen Kommandanten in allen Rechtsangelegenheit zu unterstützen und zu beraten.

## Voraussetzung für die Auditorenlaufbahn
- abgeschlossene juristische Studien
- zivilrechtliche Praxis
- Auditoriatspraxis bei einem Militärgericht
- Absolvierung des praktischen Lehrkurses über Militärrecht
- Ablegung der Militärrichteramtsprüfung

Bei den Militärgerichten erster Instanz waren Oberstleutnant- und Majorauditoren, sowie Hauptmann- und Oberleutnantauditoren im Dienst. Bei den Militärgerichten zweiter und dritter Instanz waren General-, Oberst-, Oberstleutnant- und Majorauditoren eingesetzt.

## Adjustierung und Bewaffnung
Die Adjustierung bestand aus einem Stulphut mit Busch aus schwarzen Hahnenfedern, ähnlich dem der Militärärzte, und dem Waffenrock von dunkelblauer Farbe, im Schnitt dem der Offiziere der deutschen Infanterie ähnlich. Die Egalisierungsfarbe der Paroli, Ärmelaufschläge und Passepoils war krapprot. Die Knöpfe waren glatt und gelb. Die Bluse war ebenfalls aus dunkelblauem Tuch gefertigt und mit krapproten Parolis ausgestattet. Pantalons und Mantel in Blaugrau – die Pantalons mit krapproten Passepoils – der Mantel mit entsprechenden Parolis. Bewaffnet waren die Auditoren mit dem Infanterieoffizierssäbel.

## Museale Rezeption

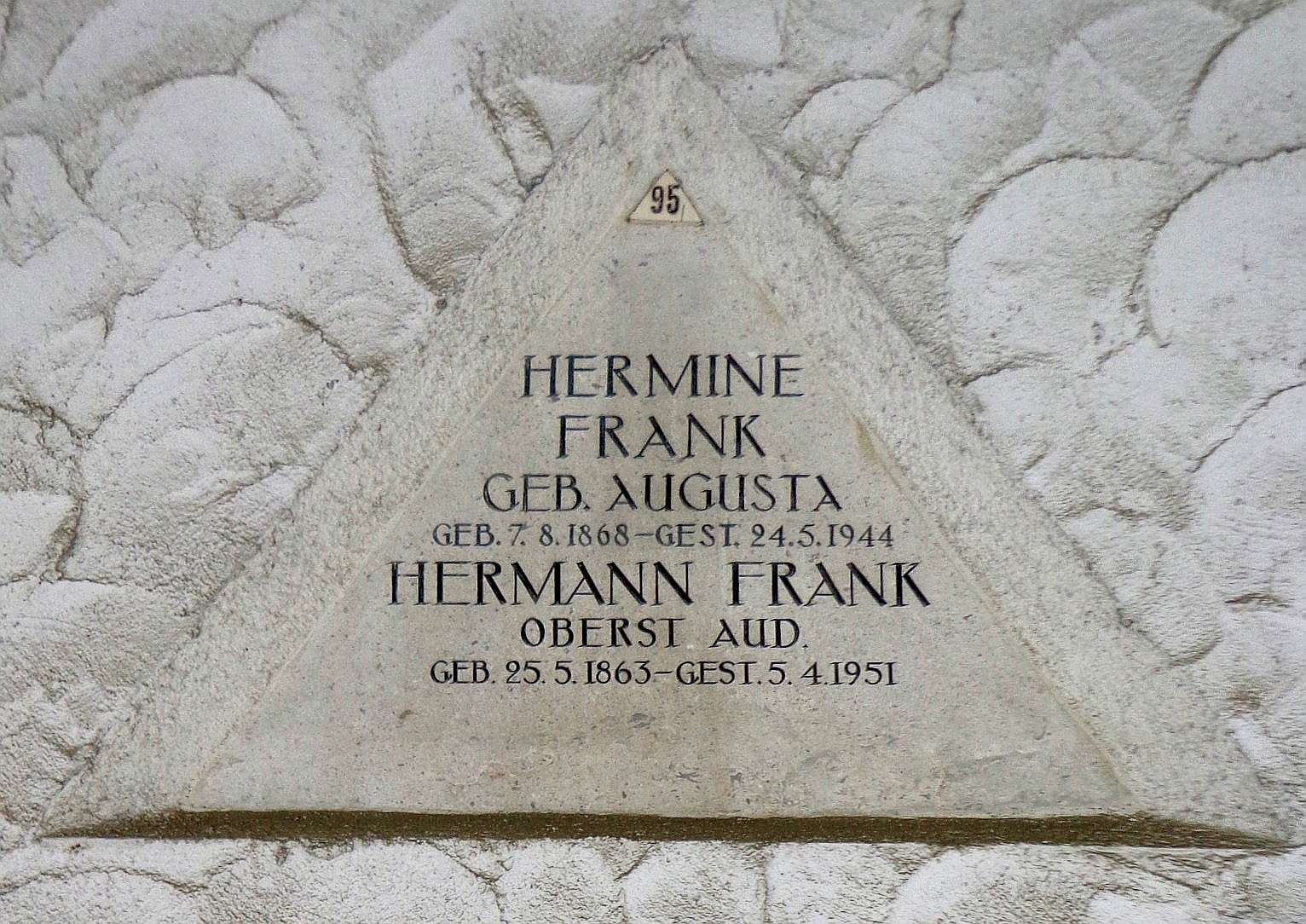
Feuerhalle Simmering, Grab des Oberst-Auditors Hermann Frank

Im Wiener Heeresgeschichtlichen Museum wurde der k.u.k. Militärjustiz in der 2014 neu adaptierten Dauerausstellung zum Ersten Weltkrieg ein eigener Bereich eingeräumt. So sind in einer Vitrine Uniformen und Kopfbedeckungen von Angehörigen der k.k. Gendarmerie, eines Hauptmann- und eines Generalauditors ausgestellt. Zahlreiche Fotos, welche in einem Monitor in Endlosschleife gezeigt werden, dokumentieren u. a. auch Hinrichtungen, welche durch die k.u.k. Militärgerichte während des Ersten Weltkriegs angeordnet wurden.